# Calycorectes dardanoi
Calycorectes dardanoi är en myrtenväxtart som beskrevs av Joáo Rodrigues de Mattos. Calycorectes dardanoi ingår i släktet Calycorectes och familjen myrtenväxter. Inga underarter finns listade i Catalogue of Life.